# روزن‌دال
شهر روزن‌دال (به هلندی: Roosendaal) در برابانت شمالی در کشور هلند واقع شده‌است. جمعیت این شهر ۷۷٫۳۳۹ نفر  است.